# St. Georg (Hohenwart)

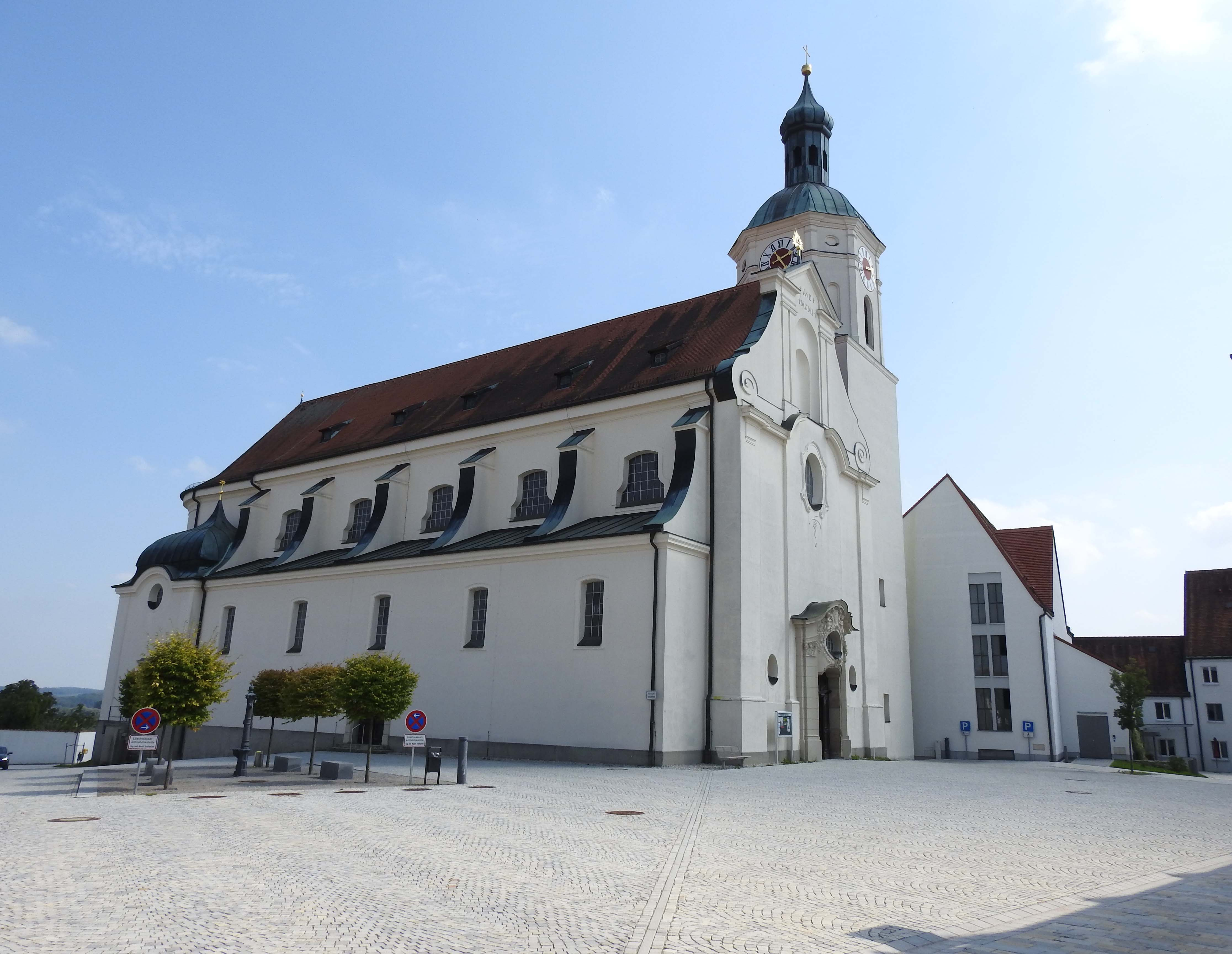
St. Georg in Hohenwart

Die römisch-katholische Pfarrkirche St. Georg in Hohenwart gehört zum Dekanat Pfaffenhofen des Bistums Augsburg. Sie steht an der Stelle der Klosterkirche des ehemaligen Benediktinerinnenklosters Klosterberg.

## Geschichte

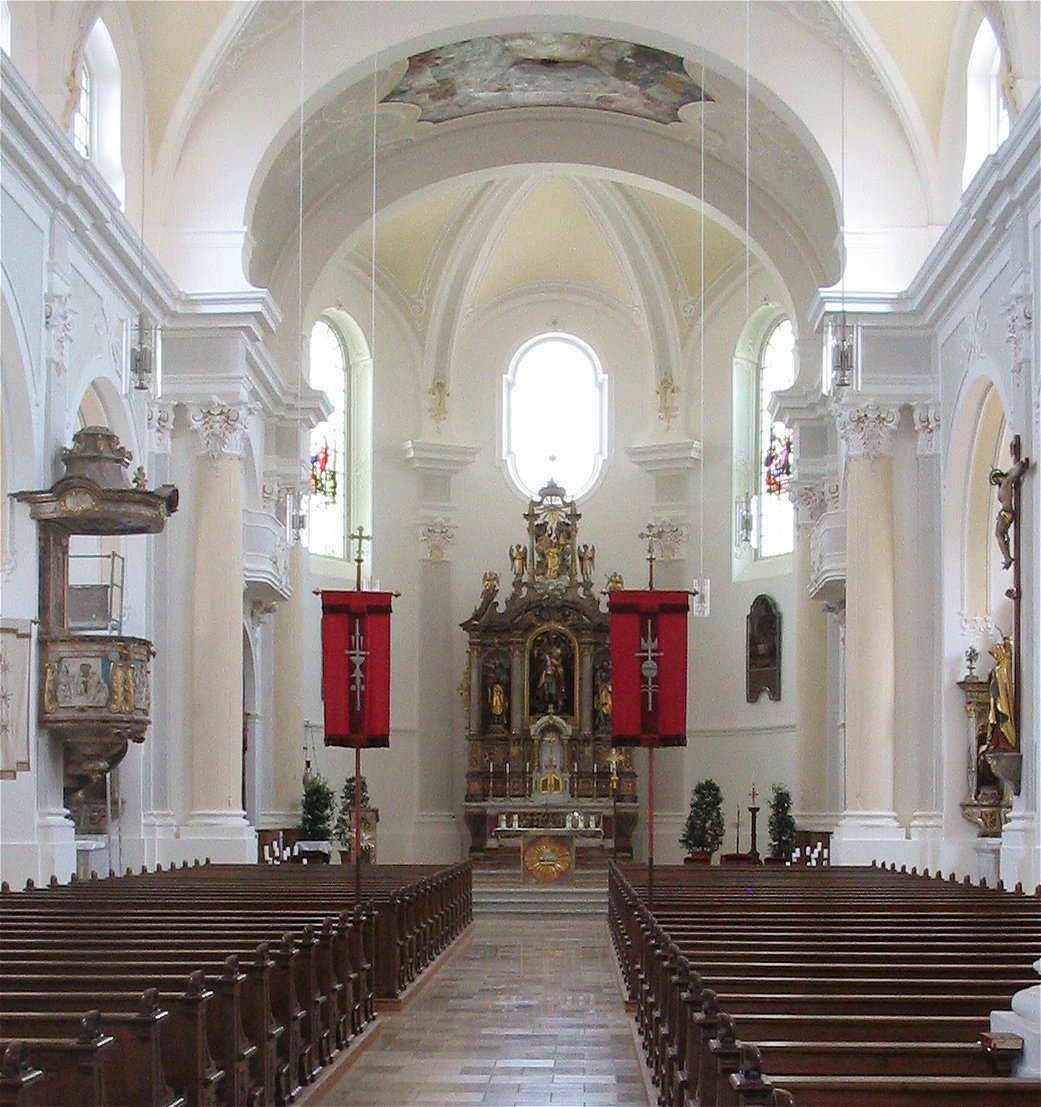
Blick auf den Altar

Die erste Klosterkirche wurde um 1230 zerstört, als das gesamte Kloster abbrannte. Der Nachfolgebau wurde 1688 im barocken Stil umgebaut. Nach der Säkularisation des Klosters wurde die Abteikirche 1803 zur Pfarrkirche umgewidmet. Zwischen 1864 und 1875 wurde die Kirche im romanischen Stil umgebaut.
Nachdem die Kirche 1895 erneut abgebrannt war, wurde sie im neobarocken Stil nach Plänen von Friedrich von Thiersch von 1899 bis 1903 leicht nördlich versetzt wieder neu aufgebaut. Dabei wurde der ehemals freistehende Nordwestturm aus dem 13. Jahrhundert als Westturm integriert.

## Ausstattung
Die Innengestaltung und Ausstattung wurde von Joseph Anton Müller entworfen. 1899 schuf Ludwig Glötzle zwei Wandgemälde. Das Deckengemälde aus dem Jahr 1967 stammt von Michael P. Weingartner.

## Orgel

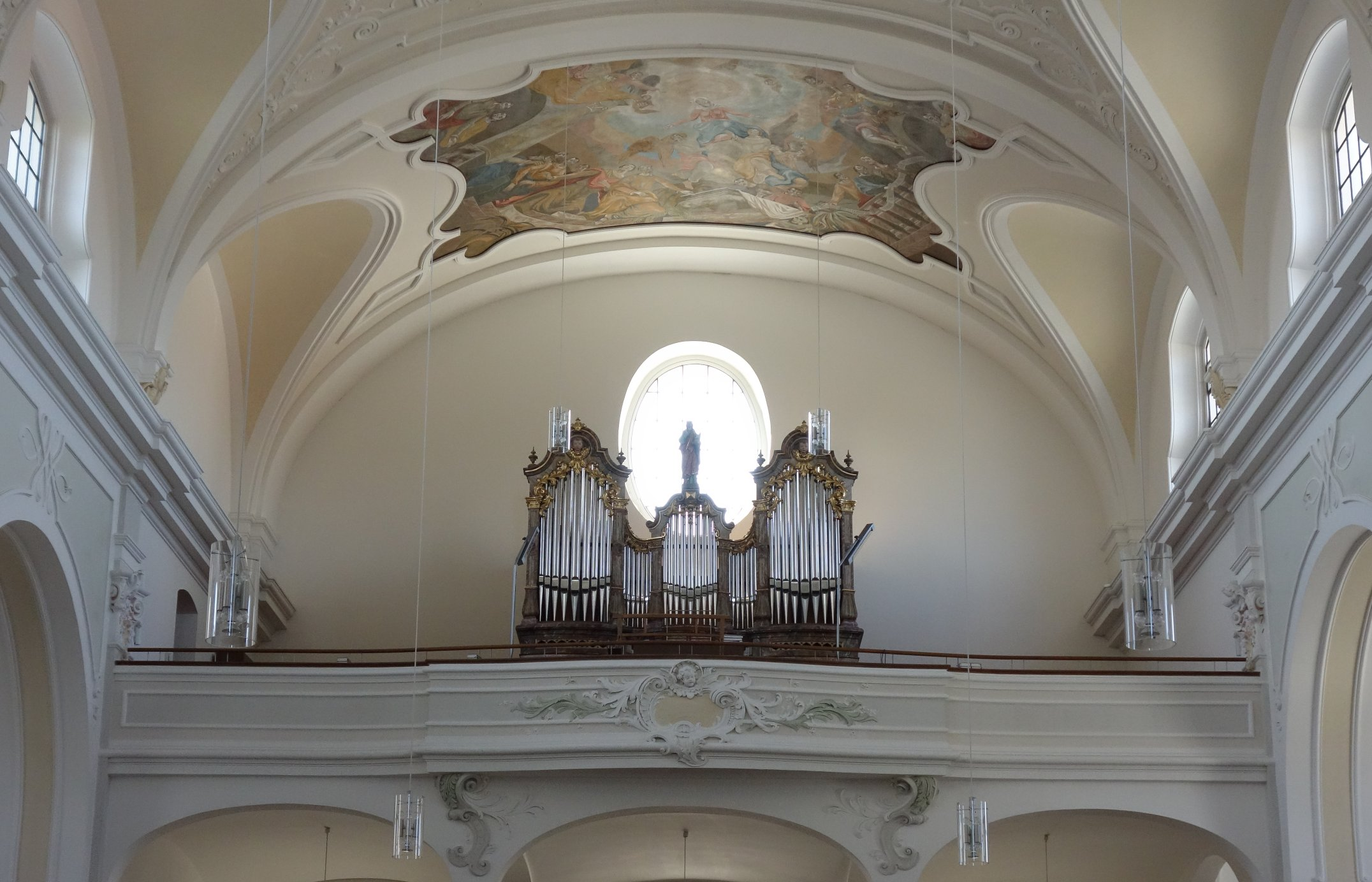
Orgel St. Georg Hohenwart

Die Orgel wurde 1903 von Willibald Siemann als op. 121 gebaut. Sie hat 23 Register auf zwei Manualen und Pedal. 2006 wurde sie von A. Offner restauriert. Die Disposition lautet:
| I Manual C–f3 |       |
| Bourdon       | 16′   |
| Principal     | 8′    |
| Gedackt       | 8′    |
| Dolce         | 8′    |
| Oktav         | 4′    |
| Traversflöte  | 4′    |
| Nasat         | 2 ⁄3′ |
| Gemshorn      | 2′    |
| Mixtur        | 1 ⁄3′ |
| Trompete      | 8′    |

| II Manual C–f3 |       |
| Gedackt        | 8′    |
| Salicional     | 8′    |
| Principal      | 4′    |
| Flöte          | 2′    |
| Quinte         | 1 ⁄3′ |
| Cymbel         | 1′    |
| Krummhorn      | 8′    |
| Tremolant      |       |

| Pedal C–d1 |     |
| Zartbass   | 16′ |
| Subbass    | 16′ |
| Offenbass  | 16′ |
| Oktavbass  | 8′  |
| Choralbass | 4′  |
| Posaune    | 16′ |

- Koppeln: II/I, II/P, I/P
- Spielhilfen: Piano, Mezzoforte, Forte, Tutti, 1 freie Kombination
- Schweller im 2. Manual
- Bemerkungen: Kegellade, pneumatische Spiel- und Registertraktur

Derzeitiger Hauptorganist ist: Franz Seitz-Götz

## Geläut
Das vierstimmige Geläut hat ein Salve-Regina-Motiv. Die älteste Glocke wurde bereits 1519 gegossen. Die drei anderen stammen aus der Glockengießerei Czudnochowsky in Erding.
| Nr. | Gussjahr | Schlagton |
| 1   | 1952     | des1      |
| 2   | 1951     | f1        |
| 3   | 1519     | as1       |
| 4   | 1951     | b1        |